# (4393) Dawe
(4393) Dawe est un astéroïde de la ceinture principale.

## Description
(4393) Dawe est un astéroïde de la ceinture principale. Il fut découvert le 7 novembre 1978 à l'Observatoire Palomar par Eleanor Francis Helin et Schelte J. Bus. Il présente une orbite caractérisée par un demi-grand axe de 3,22 UA, une excentricité de 0,12 et une inclinaison de 2,2° par rapport à l'écliptique.

## Compléments